# Musée d'ethnologie régionale de Béthune
Le musée d'Ethnologie régionale de Béthune, anciennement appelé musée régional d'Ethnologie, est un musée ethnographique labellisé musée de France.
Il est classé en raison de la qualité remarquable de ses collections. Ce musée a la caractéristique d’être le seul musée municipal sur le territoire régional à interroger les évolutions sociales du Nord-Pas-de-Calais et les mutations comportementales sous l’angle de l’ethnologie.

## Historique
Avec son déménagement de l'hôtel de Beaulaincourt, le musée d'Ethnologie régionale avait perdu toute lisibilité. Il en a retrouvé grâce à un ancien lieu de culte catholique désacralisé, en brique rouge typique de la région : la chapelle Saint-Pry, qui lui offre un espace d'exposition.
À la gauche du musée et relié à ce dernier, si le projet qui tarde à se réaliser depuis les années 2006 se concrétise, il est prévu d'édifier un bâtiment de deux niveaux.
Le futur établissement muséal disposerait de 2 000 m2 d'exposition, un auditorium et une boutique, pour une superficie totale de 3 750 m2 le tout édifié au pied du site médiéval de la porte du marais.

## Collections
Le musée conserve environ 30 000 objets des arts et traditions populaires de la région Nord-Pas-de-Calais. Le musée, en l'absence d'un chef d'établissement qui soit conservateur, reste néanmoins actif en tant que centre de recherche et de documentation.
Les collections se composent de trois fonds :
- un fonds ethnologique composé d’objets de la seconde moitié du XVIIIe siècle à aujourd’hui ;
- un fonds archéologique composé d’objets provenant de fouilles concernant les périodes gréco-romaine, mérovingienne et médiévale ;
- un fonds artistique comprenant environ 6 000 plaques de verre ainsi que des œuvres d’artistes nés dans la région, comme Augustin Hanicotte.

Le centre de documentation est ouvert du lundi au vendredi, sur demande. Il possède  principalement des ouvrages et périodiques de la région, plus de 640 enquêtes et ouvrages ethnographiques, un fonds d’environ 7 000 cartes postales, 2 000 diapositives à numériser, ainsi qu’une centaine d’enregistrements audiovisuels et un fonds d’archives orales.
Les salles exposent des collections éclectiques qui va des jeux anciens aux moules à bonbons.

### Expositions temporaires
- Deux à trois fois par an des expositions temporaires sont présentées.